# 한스 슈미트 이세르슈테트

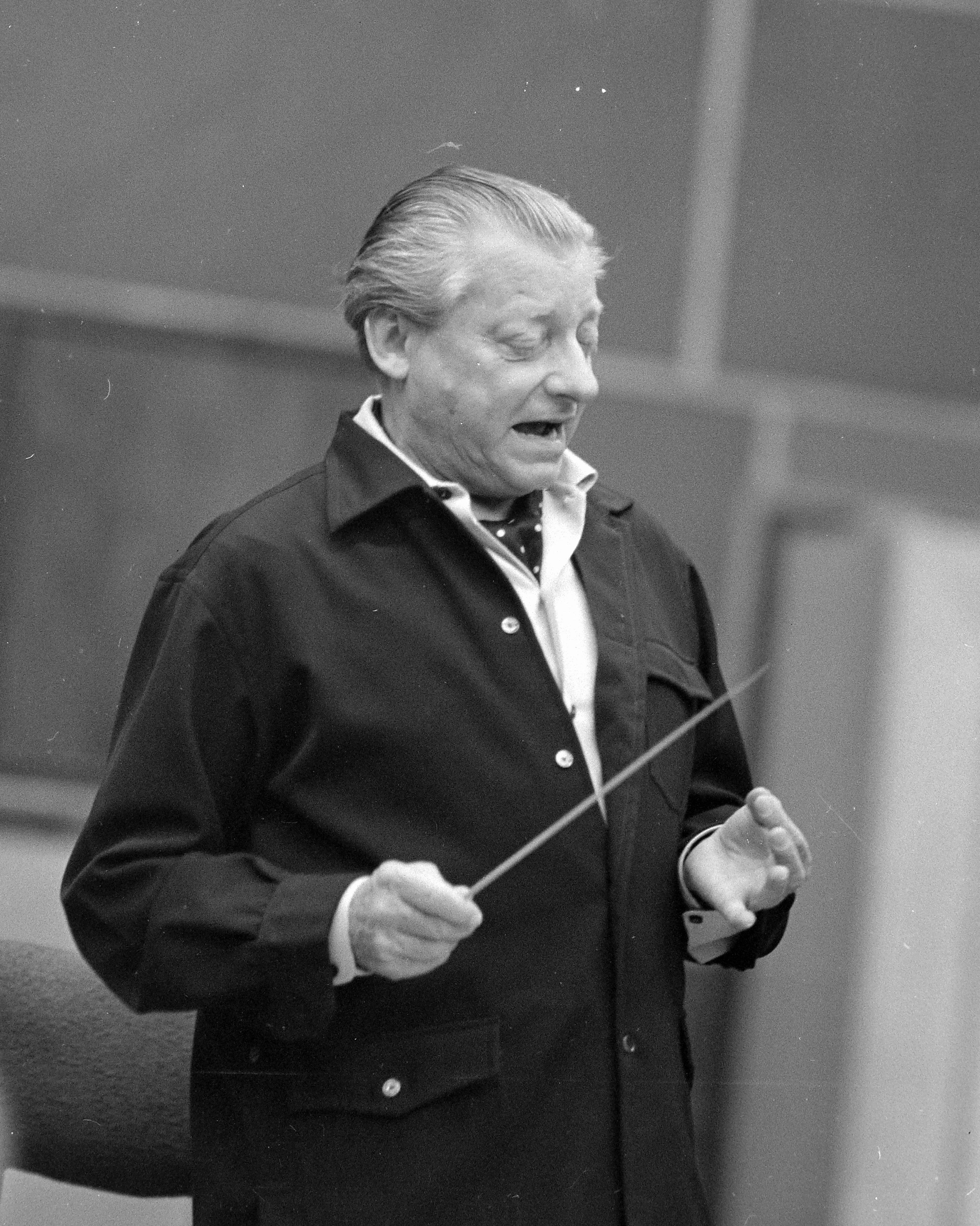

한스 슈미트-이서슈테트(Hans Schmidt-Isserstedt, 1900년 5월 5일–1973년 5월 28일)는 함부르크와 베를린을 중심으로 활약한 독일의 지휘자이다.
베를린에서 태어났다. 베를린 대학에서 음악학을 전공했다. 〈모차르트의 초기 오페라의 악기편성에서의 이탈리아음악의 영향〉이라는 논문으로 박사학위를 획득하였다. 1945년부터 1971년까지 북독일 방송 교향악단, 1955년부터 1964년까지 스톡홀름 왕립 필하모닉 오케스트라의 지휘자를 역임했다. 스톡홀름 왕립 필하모닉 오케스트라 시절 중 1958년 글린데본 페스티벌에서 지휘한 〈피가로의 결혼〉, 1962년 코번트가든의 로열 오페라 하우스에서 지휘한 〈트리스탄과 이졸데〉는 특히 유명하다.

## 참고 문헌
- 이 문서에는 다음커뮤니케이션(현 카카오)에서 GFDL 또는 CC-SA 라이선스로 배포한 글로벌 세계대백과사전의 내용을 기초로 작성된 글이 포함되어 있습니다.

1. ↑  〈한스 이서슈테트〉. 《두산백과사전 EnCyber》. 2009년 12월 26일에 확인함.